# М15 (мина)
М15 (Anti-tank mine M15) — противотанковая противогусеничная мина нажимного действия.

## История

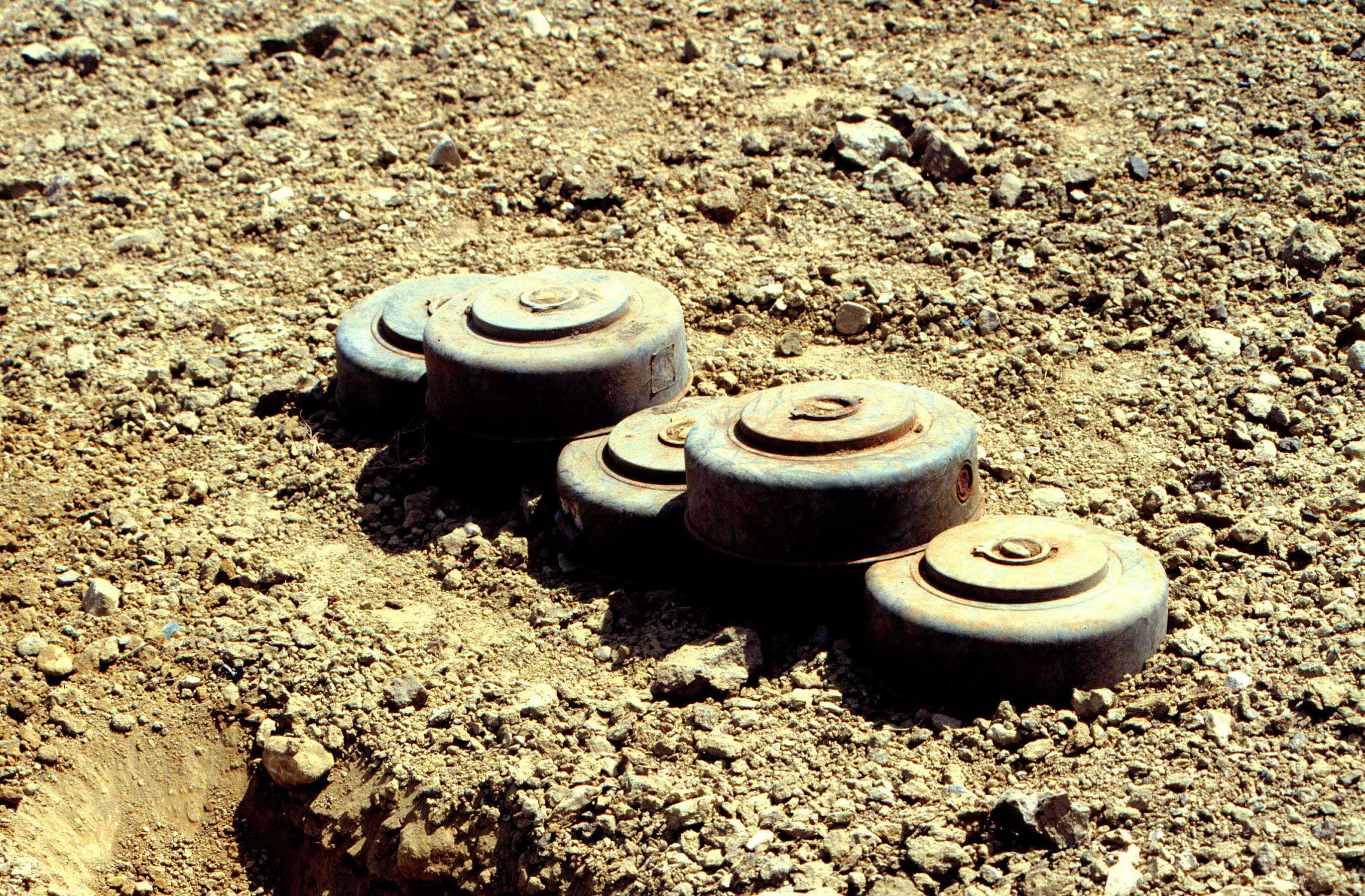
пять мин M15, снятые с минных полей вокруг военной базы Гуантанамо и подготовленные к уничтожению (10 июля 1997)

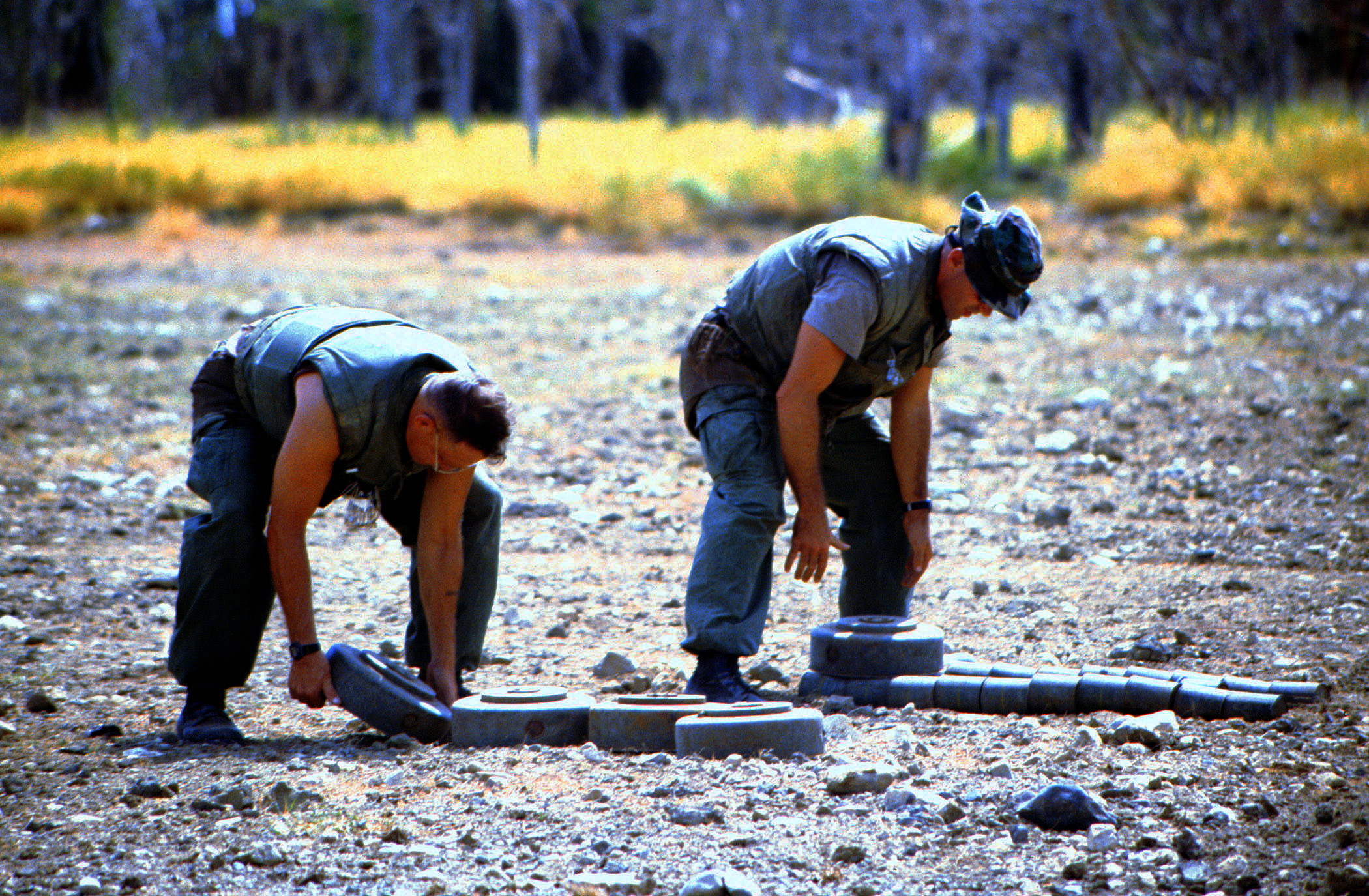
морские пехотинцы США уничтожают противотанковые мины M15, снятые с минных полей вокруг военной базы Гуантанамо (10 июля 1997)

Разработана в США. Широко применялась в Корейской войне в 1952-1953 гг. (где проходила испытания) и была принята на вооружение в 1953 году, с вооружения армии США не снята и по настоящее время.
Среди минно-взрывных устройств, найденных и обезвреженных к началу июля 2025 года инженерно-сапёрными подразделениями вооружённых сил РФ в приграничных районах Курской области были три противотанковые мины М15.

## Описание
Мина представляет собой плоскую округлую металлическую коробку, внутри помещается заряд взрывчатки, а сверху устанавливается взрыватель. На боковой стенке корпуса и на днище имеются гнезда для установки взрывателя неизвлекаемости, закрытые пробкой. Взрыв происходит при наезжании гусеницей танка или колесом автомобиля на верхнюю крышку мины.